# Nettastoma
Nettastoma es un género de peces de la familia Nettastomatidae.

## Especies
- Nettastoma falcinaris Parin & Karmovskaya, 1985
- Nettastoma melanurum Rafinesque, 1810
- Nettastoma parviceps Günther, 1877
- Nettastoma solitarium Castle & D. G. Smith, 1981
- Nettastoma syntresis D. G. Smith & J. E. Böhlke, 1981